# 70式戦車回収車
70式戦車回収車（ななまるしきせんしゃかいしゅうしゃ）は、陸上自衛隊において使用されていた戦車回収車である。

## 開発・運用
陸上自衛隊では61式戦車の開発・装備を受け、それまで使用していたM32戦車回収車に替わる装甲回収車両の開発を決定した。1969年（昭和44年）には試作車が完成し、翌年1970年（昭和45年）には70式戦車回収車の名称で制式化されて、生産・配備が開始されたが、陸上自衛隊ではまず正面装備である61式戦車の生産に優先的に予算が割り振られたため支援車両まではなかなか予算が廻らず、更にオイルショックによる防衛費の削減によって調達がままならず、生産は試作車1輌を含めた5輌のみに留まった。
結果、部隊に配備された車両は4輌しか存在していないが、1970年（昭和45年）代-1980年（昭和55年）代にかけて陸上自衛隊に勤務した隊員には広く知られており、製造数の割には有名な装備である。これは他の陸上自衛隊の少数生産/配備に留まった車両とは異なり、特定部隊のみの配備に終わらず、全国の61式戦車を装備した部隊でたらい回し的に装備されたため、多くの隊員が目にする機会があったためである。
70式戦車回収車の生産数の少なさから、61式戦車を装備する部隊では本部予備車両を戦車の回収・牽引といった作業に用いることが一般的で、一部の部隊では前任のM32戦車回収車を耐用年数の限界まで運用していた。61式戦車の後継車両である74式戦車が開発され、その派生型として78式戦車回収車が開発・配備されると70式戦車回収車は戦車部隊から引き揚げられ、晩年は特科の自走砲部隊で活躍した。

## 特徴
車体の前面に61式戦車と同様のドーザーブレードを装備し、砲塔の替わりに角型形状の戦闘室が設置されている。車体には牽引作業用のウインチとAフレーム形と呼ばれる枠形クレーンを装備しており、戦闘室には作業中などに戦闘に入った場合を考慮して12.7mm重機関銃M2用銃架を設け、車体前部上面には煙幕弾の投射用に64式81mm迫撃砲を搭載することができる。回収機材及び武装共に全体的な構成はM32戦車回収車とほぼ同一である。
61式戦車の車体を流用しているため走行性能などは61式戦車に準じており、61式戦車同様に変速装置の扱いが非常に困難で、操縦が難しいと不評であったという。
なお、搭載されたウインチは専用に開発されたもので、開発当時、国産のものとしては牽引力・最大吊上重量共に同一能力のものと比較して最小サイズの非常に優秀なものであった。
- - STB-2の砲塔を組み立てる70式戦車回収車。70式戦車回収車は4両のみが61式戦車部隊に配備された。
- - 70式戦車回収車